# Burgstall Althaus
Der Burgstall Althaus ist ein Burgstall des hohen und späten Mittelalters im Bischofswiesener Forst auf der Passhöhe Hallthurm westlich des Bahnübergangs im Landkreis Berchtesgadener Land.

## Geschichte

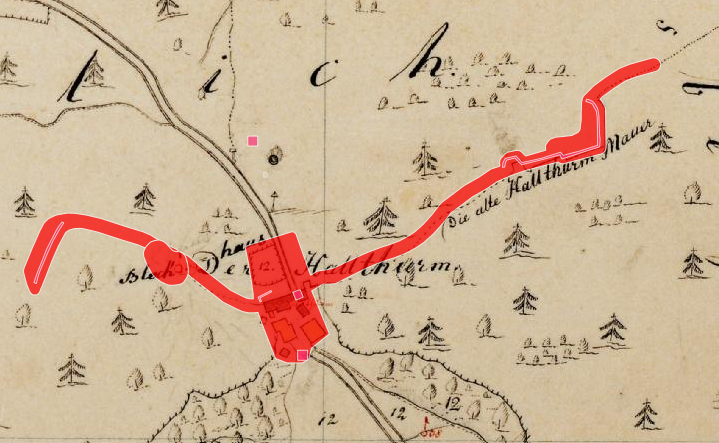
Lageplan von Burgstall Althaus mit der Talsperre "Hallthurm" auf dem Urkataster von Bayern

Das sogenannte Althaus war seit Anfang des 12. Jahrhunderts Teil der alten Passbefestigungen im Nordwesten des vom Klosterstift Berchtesgaden beherrschten Berchtesgadener Landes, die es gegen die „Salzirrungen“ bzw. kriegerische Auseinandersetzungen mit dem Erzstift Salzburg wegen des Salzabbaus in der Region schützen sollte. Der dem Pass den Namen gebende Wehrturm „Hallthurm“ stand 80 m östlich in direkter Nachbarschaft vom sogenannten „Althaus“ mit seinem Tor, durch das seinerzeit die Passstraße führte. Das „Falltor des Bogens“, durch den die Straße führte, wurde bereits 1829 beseitigt, das Torhaus selbst wurde 1876 abgetragen.
Die Anlage wird als Bodendenkmal unter der Aktennummer D-1-8243-0144 als „Burgstall des hohen und späten Mittelalters (‚Althaus‘)“ geführt.

## Sonstiges
Der Burgstall Althaus ist eine Station auf dem Reichenhaller Burgenweg. Dieser knapp 30 km lange Rundwanderweg führt zu 17 Burgen, Schlössern und Befestigungsanlagen in Bad Reichenhall und den umliegenden Gemeinden.